# 나스레딘

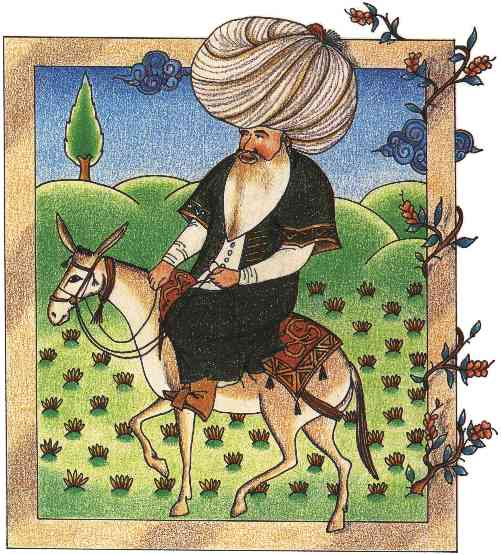
나스레딘

나스레딘(Nasreddin)은 13세기 룸 술탄국에 살았다고 알려진 수피 현자이다. 그는 여러 재미있는 민담들과 일화들의 주인공으로 잘 알려져 있다.

## 이름
나스레딘(Nasreddin)이란 이름은 다음과 같이 알려져 있다. (튀르키예어 "Nasrettin Hoca", 투르크멘어 "Hoja Nasretdin" 또는 "Ependi", 페르시아어 ملا نصرالدین, 타지크어 "Khoja Nasreddin" 또는 "Afandi", 아제르바이잔어 "Molla Nəsrəddin", 쿠르드어 "Mella Nasredîn", 아랍어 : جحا juḥā, نصرالدين naṣr ad-dīn meaning "Victory of the faith" , transl.: Malai Mash-hoor, 알바니아어 "Nastradin Hoxha" 또는 "Nastradini", 보스니아어 "Nasrudin Hodža", 중국어 "아판티" 또는 " 阿凡提" , 우즈베크어 "Nasriddin Afandi" 또는 그냥 "Afandi", 카자흐어: Қожанасыр "Khozhanasir", 위구르어 "Näsirdin Äfänti", 그리스어 Ναστραντίν Χότζας 또는 Νασρεντίν Χότζας, 루마니아어 "Nastratin Hogea" )